# Reverb (松元治郎のアルバム)
Reverb（リバーブ）は松元治郎の1作目のミニアルバム。2012年10月12日に、公式サイトから通販限定およびライブ会場限定で発売された。発売元は、INTERSTELLAR PRODUCTION。

## 内容
第3期WANDSのヴォーカリストで活動していた松元治郎(旧名:和久二郎)のソロデビュー作。
2005年から、一時期音楽業界から離れていたが、本作をもって復帰することになった。また、松元の音源としては、WANDSのアルバム『AWAKE』以来、実に13年ぶりのリリースとなった。(WANDSのベスト盤を除く)
プロデューサーは、同じく第3期WANDSのメンバーだった安保一生が担当。基本的に、松元との二人だけで製作された。また、安保は、録音、デザイン、マネージメントなど、製作の全工程を手掛けており、All Songs Arrangement,Guitar,Programing,Recording,Mix,Web Management,Photograph,Video,Jacket Design...と、ボーカル以外全てのクレジットが安保一生となっている。
本作に関しては、10年以上前から松元と安保は連絡を取り合ってデモを受け取ったりしており、前々からソロアルバムを作りたいと言う話をしていた。しかし、中々タイミングが合わない日々が続いており、2012年になってようやく製作に時間を費やせるようになり、二人だけでやって、拘るだけ拘って、良いのができたら出そうと思い、やっと形になったことを松元のライブで安保が語っている。
他には、綿貫正顕や元WANDSの木村真也などが作曲に参加しており、第3期WANDS時代に関わりがあった面子が揃ったアルバムとなっている。
綿貫はこのアルバムについて、「曲や歌が凄く良いのは言うに及ばず、心意気みたいなモノが伝わって来て良い」と評価している。
作詞は全曲、作曲は全7曲中4曲を松元本人が行っており、松元本人作曲の楽曲が収録されたのは、WANDS時代を通しても初となる。松元本人が作曲した楽曲については何年もかけて温めたものであり、歌詞のイメージも既に固まっていたものであることを安保が述べている。
ジャケットは、明け方の湘南で撮影されたものである。
予約特典として、松元治郎の写真および直筆のメッセージ・カードが同封。直筆のメッセージには、購入者ひとりひとりの名前が入っていた。
また、12月2日（日）には、松元にとって初ワンマンライブとなる「松元治郎 1st LIVE」が開催され、本作収録曲は全て演奏された。終演後は本作を持参した者を対象に、握手&サイン会が行われた。
当初は、10月1日（月）発売予定だったが、諸事情により、10月12日（金）に変更された。
また、公式サイトから通販限定およびライブ会場限定での発売のため、通常のレコード店では販売されていない。
初回は1000枚ほど出荷し、2014年2月にSOLD OUTとなったことが発表された。
限定生産分のため、再プレスは行わないとしていたが、2016年4月11日（月）に再リリースされ、2020年6月にSOLD OUTとなったことが発表された。

## 収録曲
| 全作詞: 松元治郎、全編曲: 安保一生。 |                    |          |          |
| #                                    | タイトル           | 作詞     | 作曲     |
| 1.                                   | 「彼方に浮かぶ月」 | 松元治郎 | 綿貫正顕 |
| 2.                                   | 「Afterglow」      | 松元治郎 | 松元治郎 |
| 3.                                   | 「Journey」        | 松元治郎 | 木村真也 |
| 4.                                   | 「Blindness」      | 松元治郎 | 松元治郎 |
| 5.                                   | 「逃亡者」         | 松元治郎 | 安保一生 |
| 6.                                   | 「少年」           | 松元治郎 | 松元治郎 |
| 7.                                   | 「古傷」           | 松元治郎 | 松元治郎 |

## 楽曲解説
1. 彼方に浮かぶ月
本作発売前から、YouTubeでデモが公開されたWANDS時代のお蔵入り曲[13]。デモ映像は、松元が自ら経営しているバーの店で撮影された。
歌詞は、松元の亡くなった友人に向けたものだと語っており[14]、WANDS時代には、他の作家が書いた仮歌詞も存在していたとのこと[15]。
安保がこの曲を選定した理由として、松元との繋がりの原点がWANDSであることを考え、WANDS時代のお蔵入りだったこの曲を選んだと述べている[13]。
また、作曲を担当した綿貫に依頼した所、あっさり「提供OK」だったとのこと[13]。
綿貫は「松元治郎 1st LIVE」にもゲスト出演し、「新たな作品だったこの曲を演奏出来て嬉しかった」と語っている[16]。
2. Afterglow
打ち込み主体のバラード曲。安保はこの曲のアレンジについて、「鬼軍曹によりアレンジが2回、全ボツになった」と語っている[17]。
また、安保によると、松元は本曲のギターソロが最もお気に入りであると述べている[18]。
3. Journey
本作発売前からYouTubeでデモが公開された曲[19]で、デモ映像は都庁付近で撮影された[20]。久々に第3期WANDSのメンバーが揃った曲である[19]。
木村真也が松元のソロ用に書き下ろした[21]もので、随分前からデモテープで録っておいたが、今回のアルバム収録に当たって歌詞を作り直したと語っている[14]。
イントロのアイデアは、元々の曲デモの時点で木村と安保で一緒に製作された[22]。また、安保はこの曲に関して、「メロディセンスは流石」と評価している[23]。
4. Blindness
松元の歌とピアノのみのシンプルなバラード曲。途中、松元がファルセットで歌っている箇所がある。
5. 逃亡者
アルバム収録曲は比較的バラードが多いため、安保自身が1曲提供するなら、ワイルドな側面を引き出す役だと考えて製作された曲で[24]、7曲中、最もワイルドな曲と語っている[25]。
安保曰く、曲の原形は1997年頃にできていたもので[26]、他の収録曲と毛色が違い過ぎてたため、歌詞も思い切って違う切り口で書いたものであると語っている[27]。松元本人は歌詞について、「聴いて下さった方の想像にお任せします。」と語っていた[14]。
6. 少年
2012年の再始動時にYouTubeでデモが公開された。デモ映像は代々木公園で撮影され、映像の最後の方では、復活を待っていたファンへの感謝を込めたメッセージも掲載された[28]。
楽曲自体は、2011年初頭には出来上がってたとのこと[29]。また、本アルバム収録の音源は、歌詞の出だしの部分がデモとは少し変更されている[30]。
7. 古傷
前事務所所属時に、旧公式サイトで試聴公開されていた曲で、今作で初めて音源化された。
また、本作に関しては、2002～2004年頃に安保が大阪に住んでいた頃、松元からデモが送られて、コード付けをするなどのやり取りをしていたと述べている[31]。

## 参加ミュージシャン
- 松元治郎 - ボーカル
- 安保一生 - ギター、プログラミング、ピアノ[32]